# Humaitá Esporte Clube
O Humaitá Esporte Clube foi um clube de futebol brasileiro, sediado em Guará, no Distrito Federal. Disputava o campeonato brasiliense nos anos de na sua era amadora. Ficou em terceiro lugar no campeonato no ano de 1974.

## História

### Fundação
O Humaitá Esporte Clube foi fundado em 2 de julho de 1968, em Guará. Suas cores oficiais eram a preta e a branca. Seu uniforme era composto por camisa branca com faixa transversal preta, calção branco e meias brancas (semelhante ao Vasco da Gama, do Rio de Janeiro).
Num esforço da família Carvalho, tradicional da cidade do Guará, sempre participou dos campeonatos regionais de futebol, tendo levantado os títulos de campeão do Torneio Imprensa de 1971, campeão da Taça Jarbas Passarinho em 1972 e campeão da Taça IV Aniversário de Guará em 1973.
Filiou-se à Federação Metropolitana de Futebol em 16 de agosto de 1973. Antes, no dia 1º de abril, participou do 1º Festival da Pelota (torneio de jogos com a duração de 60 minutos - 30 x 30 - e, no caso de empate, decisão através de pênaltis), juntamente com outras equipes amadoras do Distrito Federal, terminando como vice-campeão. Na decisão, perdeu de 1 x 0 para o Atlético, de Brazlândia.
Sua estréia na competição oficial de 1973 aconteceu no dia 26 de agosto de 1973, no Estádio Pelezão. Com gols de Vavá e Moisés, contra um de João Dias, venceu o Carioca, por 2 x 1.
Oito clubes disputaram o campeonato de 1973 e o Humaitá ficou na sexta colocação. Nos 17 jogos que disputou, venceu 5, empatou 7 e perdeu 5. Marcou 27 gols e sofreu outros 27, ficando sem saldo de gols. Somou 17 pontos ganhos. O Ceub foi o campeão de 1973.
Defenderam o Humaitá em 1973, os seguintes jogadores:
Goleiro: Waldimar; Defensores: Nazo, Messias, Landulfo, Carlinhos, Itamar, Nenê, Ângelo e Emábio; Atacantes: Assis, Pedrinho, Lord, China, Gilmar, Moisés, Júlio, Vavá e Arleno. Técnico: Wilson Francisco.
Vavá e Moisés estiveram entre os principais artilheiros, marcando cada um 7 gols, ficando na terceira colocação.
No ano de 1974, tornou-se campeão do Torneio Início, evento realizado no dia 14 de julho de 1974, no Pelezão.
Para chegar ao título, venceu o Unidos de Sobradinho (3 x 0), o Jaguar (1 x 0) e, na decisão, goleou o Ceub (4 x 0), ficando com o título de campeão.
No campeonato brasiliense de 1974, disputado por sete equipes, ficou com a quarta colocação, após 10 jogos, onde venceu quatro, empatou dois e perdeu outros quatro.
Em 1975, participou da I Copa Arizona de Futebol Amador, competição promovida pelos cigarros Arizona e A Gazeta Esportiva e que reuniu 64 equipes amadoras de todo o Distrito Federal.
Nas semifinais, derrotou a Campineira, por 2 x 1, gols de Aderbal e Vavá.
Didi era o técnico do Humaitá.
Na final, em 25 de maio de 1975, foi derrotado pelo Unidos de Sobradinho (2 x 0). Jogaram a final pelo Humaitá Edmilson, Nazo, Aderbal, Emábio e Arimatéia; Júlio César, Jânio e Pedrinho; Lóide (Antônio), Elson, Argemiro e Moisés.
Logo depois, nos meses de julho e agosto, disputou o Torneio Quadrangular da F.M.F., em Brazlândia, juntamente com as equipes do A. A. Relações Exteriores, Canarinho e Guadalajara. Foi vice-campeão, atrás do Canarinho.
Também disputou o Torneio Incentivo, com jogos nas preliminares dos encontros do Ceub no Campeonato Brasileiro de 1975. Em três turnos, disputando contra o Brasília e o Campineira, ficou com a segunda colocação.
Já no campeonato brasiliense de 1975, ficou na penúltima colocação. Oito equipes disputaram a competição.
No ano de 1976, disputou o Torneio Imprensa, primeira competição oficial da nova fase do futebol do Distrito Federal, depois da implantação do profissionalismo. Seis equipes competiram e o Humaitá ficou em último.

Veio o fatídico campeonato brasiliense de 1976. Após diversos acontecimentos não muito claros até os dias de hoje, que culminaram com a extinção do Ceub e a perda da vaga do Distrito Federal no Campeonato Brasileiro daquele ano, o Humaitá foi proclamado campeão do 1º turno (antes vencido pelo Ceub e revertido em favor do Humaitá após o abandono do clube acadêmico). Antes do final do campeonato, mudou seu nome para Guará Esporte Clube em Assembléia Geral realizada em 27 de julho de 1976. Já com esse nome, perdeu a decisão do campeonato para o Brasília no dia 16 de outubro de 1976, por 3 x 0. Defenderam o Guará nesse jogo: Bonomo (Batista), Aderbal (Pedrinho II), Zé Mauro, Ivair e Pedrinho I; Heitor, Renildo e Zequinha; China, Redi e Palito. Técnico: Luiz Alberto.